# 新北市立插角森林實驗小學
新北市三峽區插角國民小學，簡稱插角國小，是臺灣的一所公立小學，位在新北市三峽區大豹溪流域，以自然環境特色教育聞名。同時，在大豹溪流域一帶還設有金敏分校。

## 校史
1922年，當地人士成立私塾「大有義塾」，1933年與「五寮義塾」合併，改制為臺北州大埔公學校的插角分教場。1941年4月獨立設校，稱為插角國民學校，同時設立五寮分教場（兩年後改隸大埔國民學校）。
1945年8月，日本無條件投降，第二次世界大戰結束。中華民國軍事接管臺灣，國民政府派遣人員接收該校，校名依行政區劃改制，改稱臺北縣三峽鎮插角國民學校，簡稱插角國校。1968年，中華民國政府宣布在臺灣省實施九年國民義務教育，原國民學校改稱「國民小學」，插角國校於是改稱插角國民小學，簡稱插角國小。2010年，五都改制，全名由臺北縣三峽鎮插角國民小學改為新北市三峽區插角國民小學。

## 校園
插角國小的校地面積為13,377平方公尺。學校校舍為三進式設計，設有立體化發展的空中花園，但室內空間較少，沒有活動中心，集合全校學生僅能將兩間教室打通。校內設有樹屋，遍植植物，興建生態池吸引各式蛙類，也可以見到紅鳩、紅嘴黑鵯、鷓鴣及領角鴞等鳥類的蹤影，猶如生態公園。

## 學區環境與課程
插角國小鄰近大豹溪、大板根等自然景點，有戶外踏查、溯溪等課程；在校內興建生態池，吸引各式蛙類，也可以見到紅鳩、紅嘴黑鵯、鷓鴣及領角鴞等鳥類的蹤影；其它如爬樹、戲劇、武術、南胡、藍染、品茶、野菜料理等，十分特殊。他們的畢業旅行交由學生自由規劃，曾經有騎乘自行車環遊花蓮縣的案例。

## 學生
學區一帶的經濟產業發展，以舊礦場、林地、農牧場、茶園、茶葉加工廠等自然資源產業為主。
插角國小附近曾經有兩處煤礦，學生家長多從事採礦業，20世紀中後期由於礦產量日漸稀少，雇工不合成本，多遭解雇，家長需要到外地打零工或改務農，順應學區附近的山地環境，種植橘子、茶葉、竹筍等作物。因經濟不佳，人口逐漸外流，學生人數也愈來愈少。1990年，插角國小計有9班，學生人數107人；1995年，仍有9班，只剩57位學生。因為學生人數少，師生彼此熟識，各年級也經常混齡上課，同學間關係融洽。
後來，透過發展自然環境教育等特色，學生數逐漸回升，但因校舍容量限制與課程特色，學生名額有限，2010年代每逢招生季節，就會有家長前一日到校「夜宿」校內，排隊爭搶小孩入學名額。2017年資料顯示，全校171名學生，僅有23名居住於鄰近區域，148名來自區域外，其中大部分為臺北大學社區特定區居民。在2023年2月統計時，插角國小有12班、163名學生與44名教職員。

## 分校

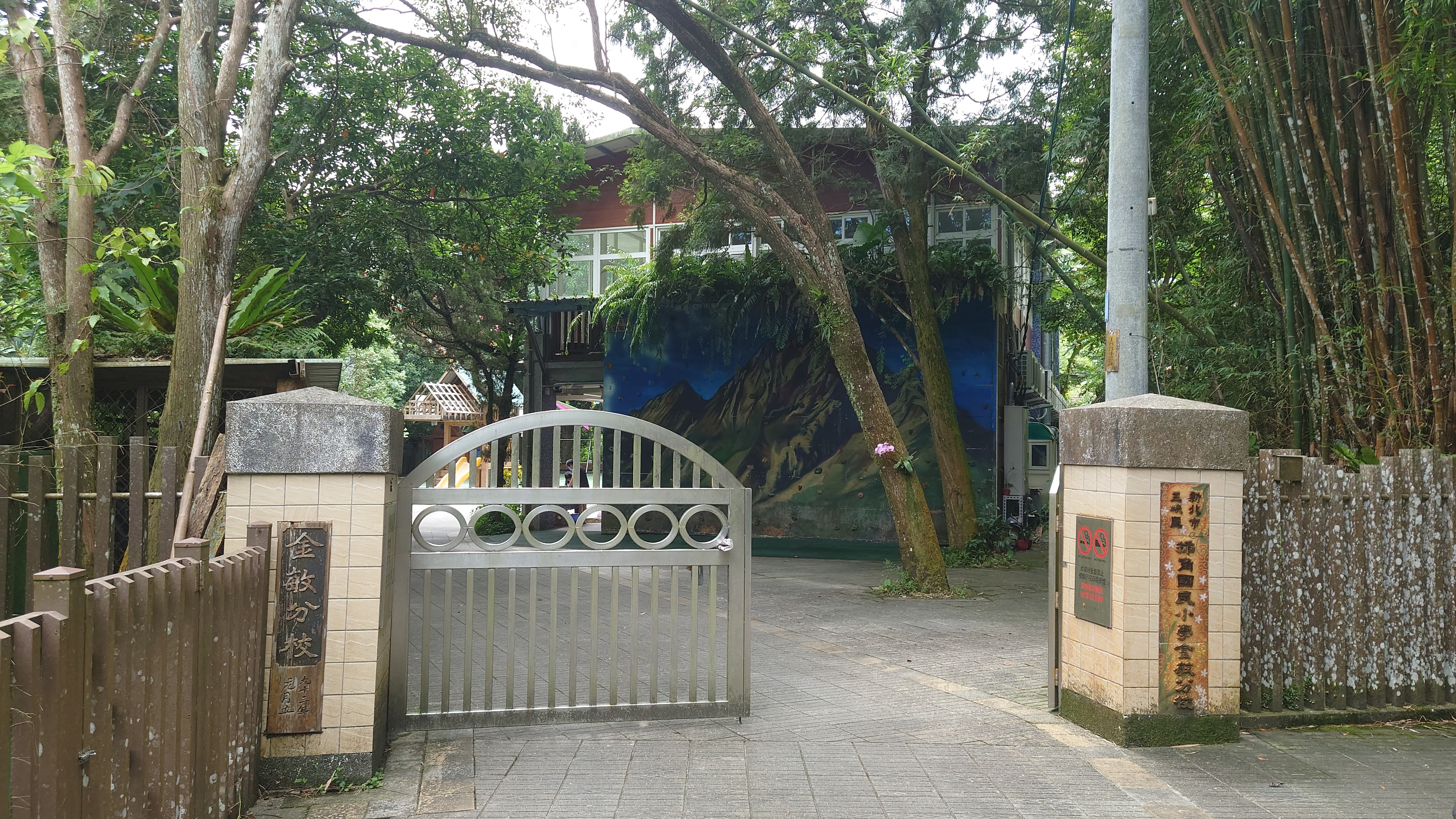
金敏分校校門

插角國小設有金敏分校，與校本部相距約四公里。其歷史可溯至1961年9月增設金敏分班，1969年升格為金敏分校。1994年降回分班，又於2000年1月恢復分校設置。
金敏分校一度全校僅有6名學生，規模迷你。分校主任陳啟明任教該校後，發展森林小學特色教育，重視戶外活動。學生會組團登山，畢業資格要求登上合歡山、玉山等臺灣名岳。轉型後，學生大部分是家長因慕名而來，從三峽市區一帶平地將學生送到山上讀書。2017年時，每天早上從臺北大學社區特定區到金敏分校的通勤學生就有三輛中型巴士之多，至2021年，金敏分校共有72位學生。
早年，尚有有木分校，是在1947年8月，附設的有木分班開始授課，並於1953年8月升格為有木分校。有木分校已於1965年8月升格，獨立設校，即今有木國小。

## 外部連結
- 官方网站